# Бельфор-сюр-Ребанти
Бельфо́р-сюр-Ребанти́ (фр. Belfort-sur-Rebenty) — коммуна во Франции, находится в регионе Лангедок — Руссильон. Департамент коммуны — Од. Входит в состав кантона Белькер. Округ коммуны — Лиму.
Код INSEE коммуны — 11031.

## Население
Население коммуны на 2008 год составляло 40 человек.
| 1962 | 1968 | 1975 | 1982 | 1990 | 1999 | 2008 |
| ---- | ---- | ---- | ---- | ---- | ---- | ---- |
| 85   | 66   | 52   | 42   | 40   | 37   | 40   |

## Экономика
В 2007 году среди 23 человек в трудоспособном возрасте (15—64 лет) 10 были экономически активными, 13 — неактивными (показатель активности — 43,5 %, в 1999 году было 72,2 %). Из 10 активных работали 8 человек (4 мужчины и 4 женщины), безработных было 2 (1 мужчина и 1 женщина). Среди 13 неактивных 1 человек был учеником или студентом, 7 — пенсионерами, 5 были неактивными по другим причинам.